# Terre-Clapier
Terre-Clapier är en kommun i departementet Tarn i regionen Occitanien i södra Frankrike. Kommunen ligger i kantonen Réalmont som tillhör arrondissementet Albi. År 2018 hade Terre-Clapier 261 invånare.

## Befolkningsutveckling
Antalet invånare i kommunen Terre-Clapier
| Referens: INSEE |